# Добра Вода (Трнава)
Добра Вода (слч. Dobrá Voda) насељено је мјесто са административним статусом сеоске општине (слч. obec) у округу Трнава, у Трнавском крају, Словачка Република.

## Становништво
| Година:    | 1994. | 2004.   | 2014.   | 2024.   |
| ---------- | ----- | ------- | ------- | ------- |
| Број људи: | 855   | 841     | 810     | 795     |
| Разлика:   |       | -1,63 % | -3,68 % | -1,85 % |

| Година:    | 2023. | 2024.   |
| ---------- | ----- | ------- |
| Број људи: | 787   | 795     |
| Разлика:   |       | +1,01 % |

Према подацима о броју становника из 2024. године насеље је имало 795 становника.